# Gordan
Gordan je muško ime, a ženska inačica imena je Gordana. Spadaju u karakterna imena, a nastala su od pridjeva gord, gordo, gorda, ponosno. U Hrvatskoj je postalo posebno popularno nakon romana "Gordana" Marije Jurić Zagorke, a najviše je osoba 1970-ih godina 20. stoljeća dobilo to ime.
Ime je često u Hrvatskoj, Srbiji, Makedoniji i Crnoj Gori.

## Inačice
- Gordijana
- Gorica
- Gordica

## Nadimci
- Gogi [Gɔgi]
- Gogo [Gɔgo]
- Goga [Gɔga]
- Goge [Gɔge]
- Goca [Gɔtsa]
- Goc [Gɔts]
- Goco

## Podrijetlo i značenje
Podrijetlo imena dolazi iz grčkog Gordianos ili latinskog Gordianus što je bio naziv glavnog grada Gordijum starodrevnog maloazijskog kraljevstva Frigije i uz kojeg se veže legenda o Gordijskom čvoru.

## Imendani
Imendan pod imenom Gordan se slavi 30.01. tekuće godine.
Imendani pod imenom Gordana se slave 30.01.,03.09. i 27.10. tekuće godine.

## Književna djela
- Gordana, Marija Jurić Zagorka

## Glazbena djela
- Gordana,[1] album Morski pas, Daleka obala
- Ukrala mi srce Gordana, Alen Slavica
- Gordana, Dražen Žanko (Dora 1993.)[2]

## Vanjske poveznice
- Kao što kaže Marija Jurić Zagorka tekst pjesme Prljavog kazališta